# Ahmad Salah Alwan
Ahmad Salah Alwan Mntafjai (en árabe: أحمد صلاح علوان‎; nacido en Duhok, Irak el 18 de junio de 1982) es un exfutbolista internacional y entrenador de fútbol iraquí. Actualmente es entrenador asistente del Al-Shorta SC de la Liga Premier de Irak.

## Biografía
Ahmad Salah empezó su carrera futbolística en el Al-Zawraa en 1996. Con este equipo conquistó dos Ligas y tres Copas de Irak.
En 2000 ficha por el Al-Talaba. Gana el título de Liga en 2002. También consigue dos Copas de Irak. En la temporada 2003-04 realizó un excelente trabajo en la Liga de Campeones Árabe, donde anotó seis goles que ayudaron a su equipo a terminar tercero en la competición.
En 2004 abandona Irak. Jugó primero para el Zamalek Sporting Club de Egipto durante unos meses en calidad de cedido. Con este equipo se proclama campeón de Liga, aunque no disfrutó de muchas oportunidades de jugar. Luego emigra a Catar para unirse al Al-Shamal Sports Club, con el que tampoco jugó mucho, aunque anotó dos goles.
En 2005 regresa a su país para jugar de nuevo con el Al-Talaba, pero al poco tiempo ficha por el Al-Ittihad sirio. En esta etapa Ahmad Salah gana una Copa de Siria.
Tras regresar de nuevo al Al-Talaba durante unos meses firma en 2006 un contrato con su actual club, el Arbil FC. Con este equipo se proclama campeón de Liga en su primera temporada (2006-07), en la que consiguió anotar 11 goles, convirtiéndose en el máximo anotador del campeonato. Al año siguiente ayuda a su club, marcando 9 tantos, a repetir título de Liga.

## Selección nacional
Con las categorías inferiores disputó el Campeonato de la AFC sub-17 de 1998, torneo en el que realizó un gran papel, marcando cuatro goles en cuatro partidos. Jugó también el Campeonato Juvenil de la AFC de 2000. 
Ha sido internacional con la Selección de fútbol de Irak en 23 ocasiones. Su debut con la camiseta nacional se produjo en 2002.
Fue convocado para participar en el Torneo masculino de fútbol en los Juegos Olímpicos de Atenas 2004. Irak quedó cuarta en esa competición, en la que Ahmad Salah disputó dos encuentros.

## Clubes
| Club                  | País   | Año       |
| --------------------- | ------ | --------- |
| Al-Zawraa Sport Club  | Irak   | 1996-2000 |
| Al-Talaba             | Irak   | 2000-2004 |
| Zamalek Sporting Club | Egipto | 2004      |
| Al-Shamal Sports Club | Catar  | 2004-2005 |
| Al-Talaba             | Irak   | 2005      |
| Al-Ittihad            | Siria  | 2005-2006 |
| Al-Talaba             | Irak   | 2006      |
| Arbil FC              | Irak   | 2006-2010 |
| Dohuk FC              | Irak   | 2010-2012 |
| Al-Talaba SC          | Irak   | 2012-2014 |

## Títulos
- 5 Ligas de Irak (Al-Zawraa, 1999 y 2000; Al-Talaba, 2002; Arbil FC, 2007 y 2008)
- 5 Copas de Irak (Al-Zawraa, 1998, 1999 y 2000; Al-Talaba, 2002 y 2003)
- 1 Liga de Egipto (Zamalek Sporting Club, 2004)
- 1 Copa de Siria (Al-Ittihad, 2006)
- Máximo goleador de la Super Liga de Irak (temporada 2006-07, 11 goles)